# Caramoan
Caramoan es un municipio filipino de segunda clase, perteneciente a la provincia de Camarines Sur, en la región de Bicolandia.

## Toponimia
El lugar puede aparecer referido como «Caramoan» y «Caramuan».

## Historia
Hacia mediados del siglo XIX, el lugar tenía contabilizada una población de 2932 habitantes, repartidos en 488 casas. Aparece descrito en el primer volumen del Diccionario geográfico, estadístico, histórico de las Islas Filipinas (1850) de Manuel Buzeta Núñez y Felipe Bravo con las siguientes palabras:

CARAMOAN ó CARAMUAN: pueblo con cura y gobernadorcillo, en la isla de Luzon, prov. de Camarines-Sur, dióc. de Nueva-Cáceres; sit. en los 126° 50' 30" long., 13° 34' 40" lat., á la orilla izq. de la desembocadura de un r., en la costa N. de la prov. y en terreno llano; se halla defendido de los vientos del S., y su clima es templado y saludable. Tiene con sus anejos como unas 488 casas, en general de sencilla construccion, distinguiéndose entre ellas la casa tribunal, llamada de justicia, donde se halla la cárcel, y la parroquial. Hay escuela de primeras letras, á la que concurren bastante alumnos, dotada de los fondos de comunidad, é igl. parr. servida por un cura regular. Comunícase con los otros pueblos por medio de pequeñas embarcaciones, y recibe el correo semanal establecido en la isla en dias indeterminados. El term. es de los mayores de todos los pueblos de la isla; comprende toda aquella parte de la prov. que forma el seno de Lagonoy por el N.; confina por E. y N. con el mar; por S. con el seno de Lagonoy, y por O. con el térm. del pueblo de este nombre y con el de Tinambac. El terreno es fértil, y en él abundan mucho los montes en los que se hallan buenas maderas de construccion, el naga, el molavin, el amuyon y el palo-Maria, y de sus bosques se saca brea y alquitran. Hay tambien caza mayor y menor, como búfalos, carabaos, javalíes, gallos, patos, palomas, gallinas, etc. prod. arroz, abacá, caña dulce, cacao, ajonjolí y mucha miel y cera que depositan las abejas en los sitios que hallan mas á propósito para ello. ind.: la agricola, la fabricacion de varios tejidos de abacá y algodon, la pesca, la cria de ganados vacuno, caballar y de cerda, y la de algunos otros animales. El comercio se reduce á la esportacion del sobrante de los artículos naturales é industriales, y en la importacion de aquellos de que carecen. pobl., 2,931 alm., 435 trib., que ascienden á 4,350 rs. plata, equivalentes á 10,875 rs. vn.
(Buzeta y Bravo, 1850, p. 517)

En 2020, tenía censados 51 728 habitantes.